# Cichorieae
Die Cichorieae ist im 21. Jahrhundert die einzige Tribus der Unterfamilie der Cichorioideae innerhalb Pflanzenfamilie der Korbblütler (Asteraceae). Die Gesamtverbreitung ist fast weltweit, mit einem Schwerpunkt in den gemäßigten Gebieten der Alten Welt.

## Beschreibung

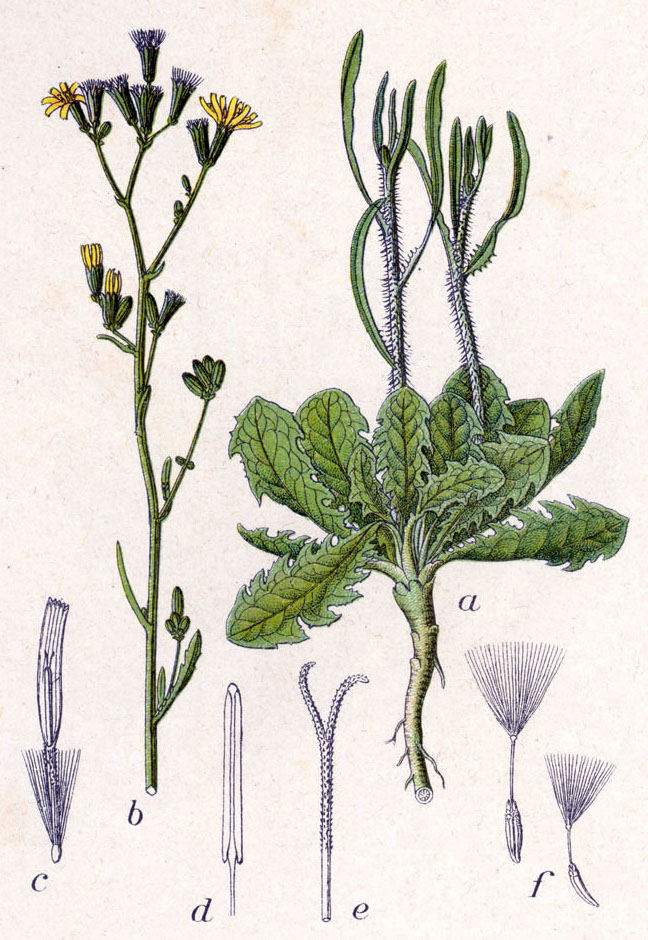
Subtribus Chondrillinae: Illustration des Großen Knorpellattich (Chondrilla juncea)

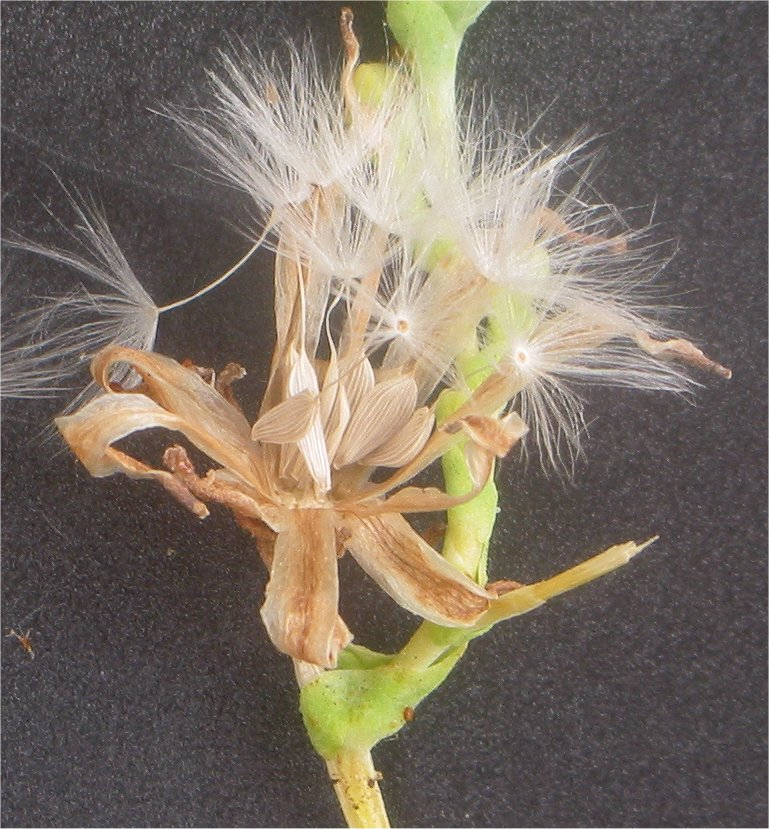
Achänen im Fruchtstand mit Pappus von Lactuca sativa

### Erscheinungsbild und Laubblätter
Die Taxa der Tribus Cichorieae sind krautige Pflanzen: ein- bis zweijährige oder ausdauernde; oder es sind verholzende Pflanzen: Halbsträucher, Sträucher, selten Bäume oder Lianen. Die Pflanzen enthalten meist Milchsaft.
Die meist wechselständig und grundständig oder am Stängel verteilt angeordneten Laubblätter sind gestielt oder ungestielt. Der Blattrand ist meist gezähnt bis gelappt, manchmal glatt oder stachelig, selten stark geteilt.

### Blütenstände und Blüten
Die körbchenförmigen Blütenstände stehen einzeln oder zu mehreren in doldentraubigen bis rispigen Gesamtblütenständen zusammen. Die Hüllblätter stehen selten in ein bis zwei, meist in drei bis über fünf Reihen. Die Achse (Blütenstandsboden) des Blütenkörbchens ist flach oder konkav.
In jedem Blütenkörbchen befinden sich meist nur zwittrige, fertile, zygomorphe Zungenblüten, selten auch Röhrenblüten (Gundelia und Warionia). Es können auch funktionell männliche Blüten vorkommen. Die Kronblätter sind zu einer Röhre verwachsen, die oben meist zu einer Zunge ausgeformt ist, diese hat fünf Kronzipfel, woran man gut erkennen kann, dass die Kronröhre aus fünf Kronblättern gebildet wird. Die Kronblätter sind normalerweise gelb bis orangefarben, selten blau, rot oder weiß. Der Pollen ist manchmal leuchtend gefärbt.

### Fruchtstände, Früchte und Pappus
Die in einem Fruchtstand meist gleichgeformten Achänen sind mehr oder weniger keulen-, säulen-, spindelförmig, ellipsoid oder prismatisch oft abgeflacht. Die Achänen sind oft geschnäbelt oder sie verjüngen sich am oberen Ende. Meist besitzen sie einen früh abfallenden oder beständigen Pappus aus Schuppen oder Borsten.

## Systematik

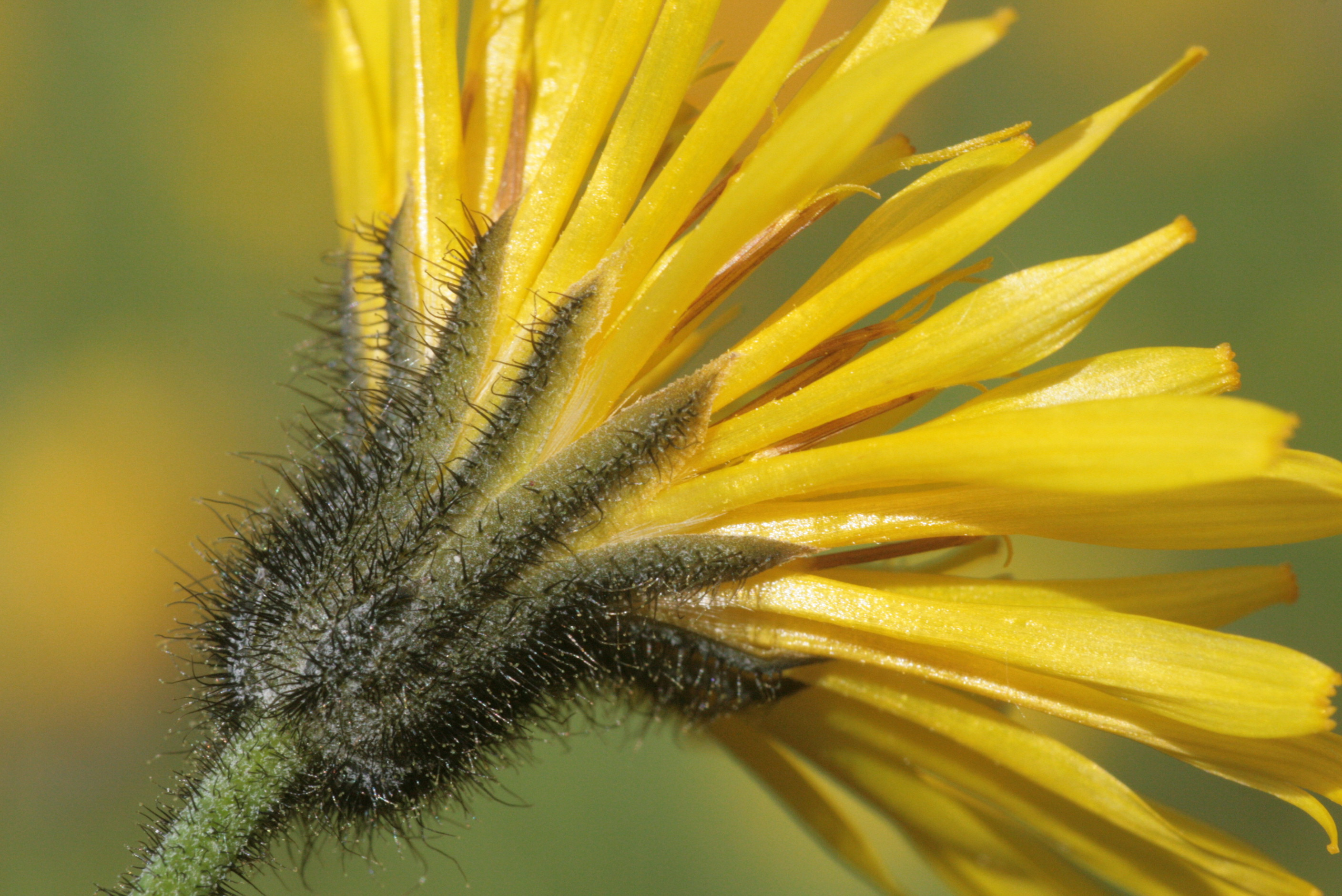
Subtribus Chondrillinae: Blütenkorb von unten mit Hüllblättern und Zungenblüten von Kronenlattich (Willemetia stipitata)

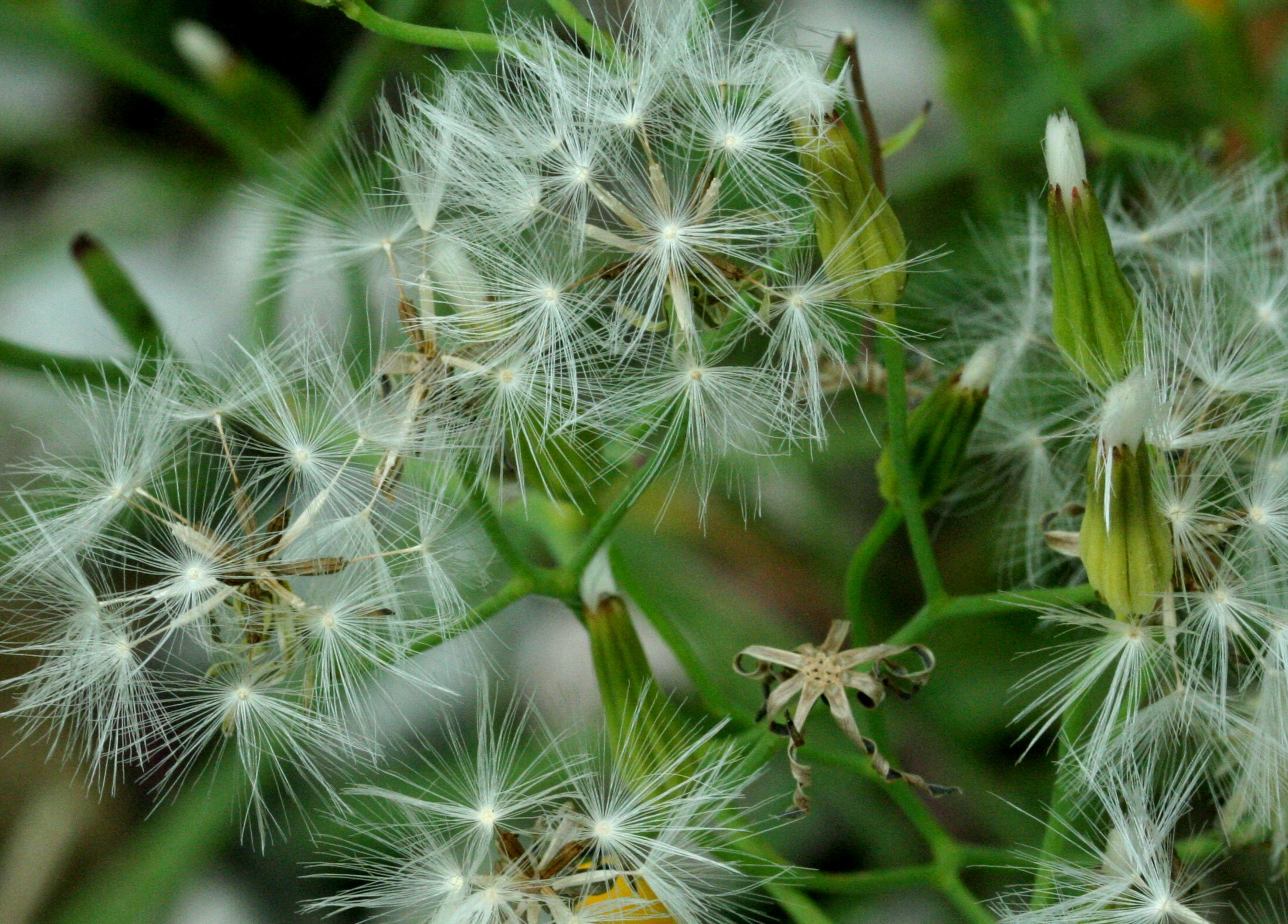
Subtribus Chondrillinae: Achänen mit Pappus von Chondrilla chondrilloides

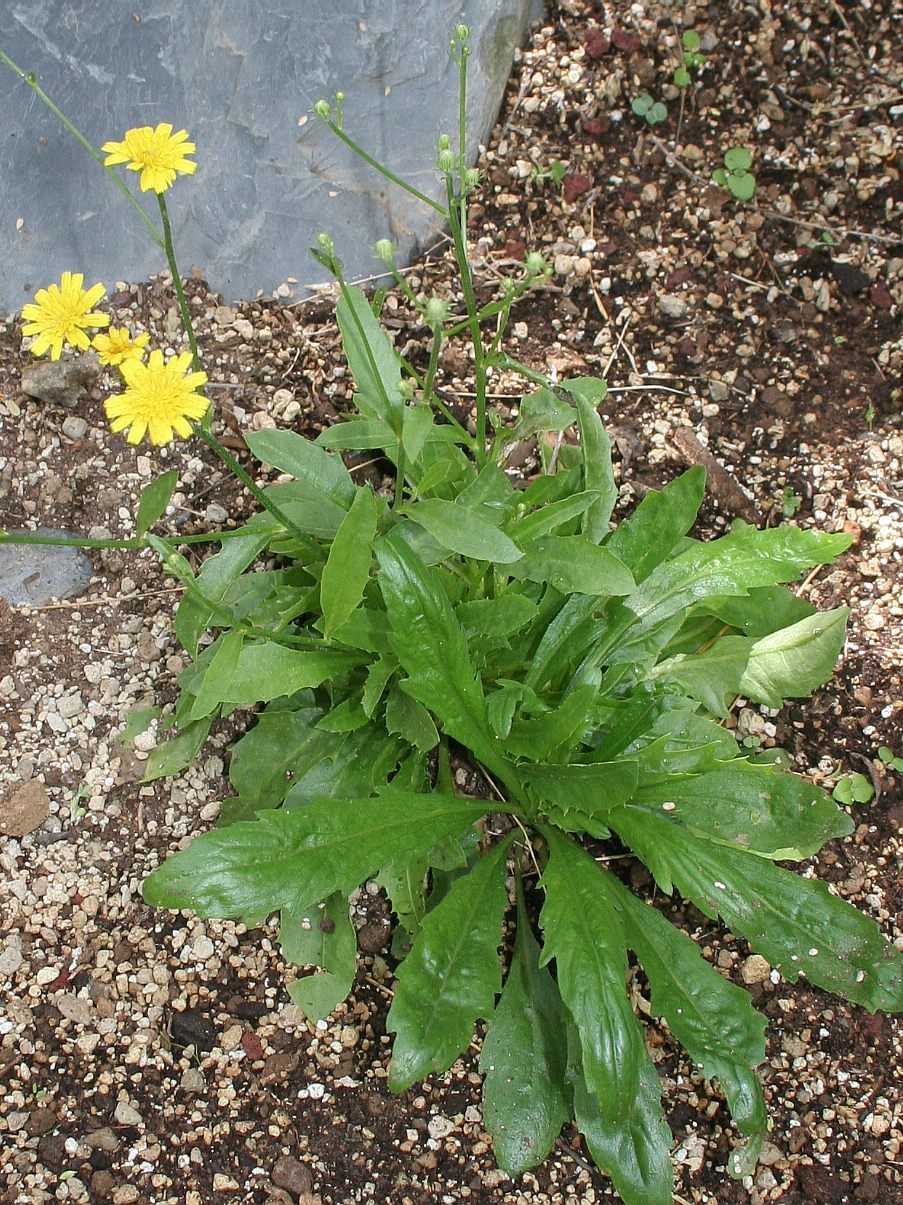
Subtribus Cichoriinae: Tolpis glabrescens

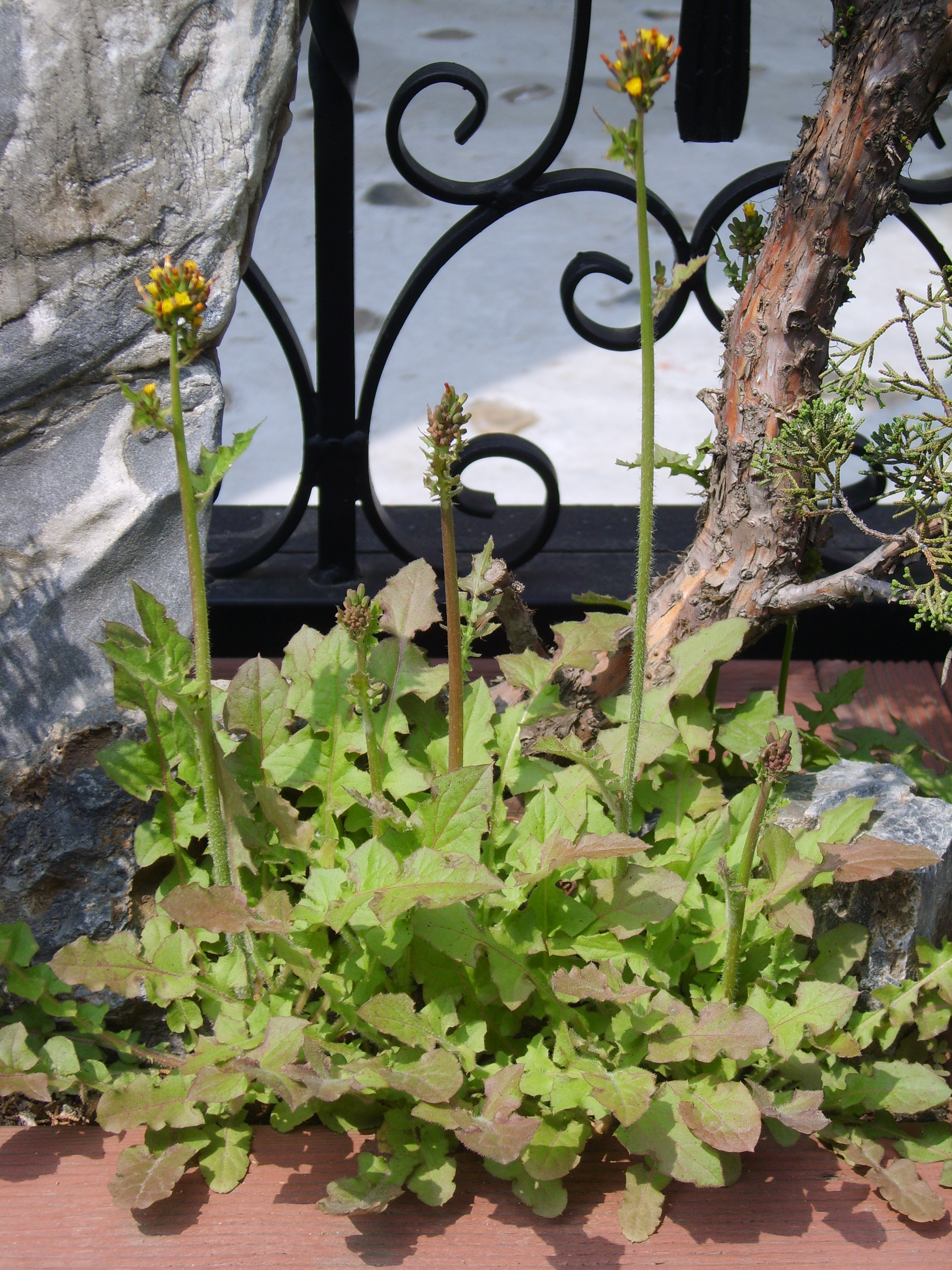
Subtribus Crepidinae: Youngia japonica

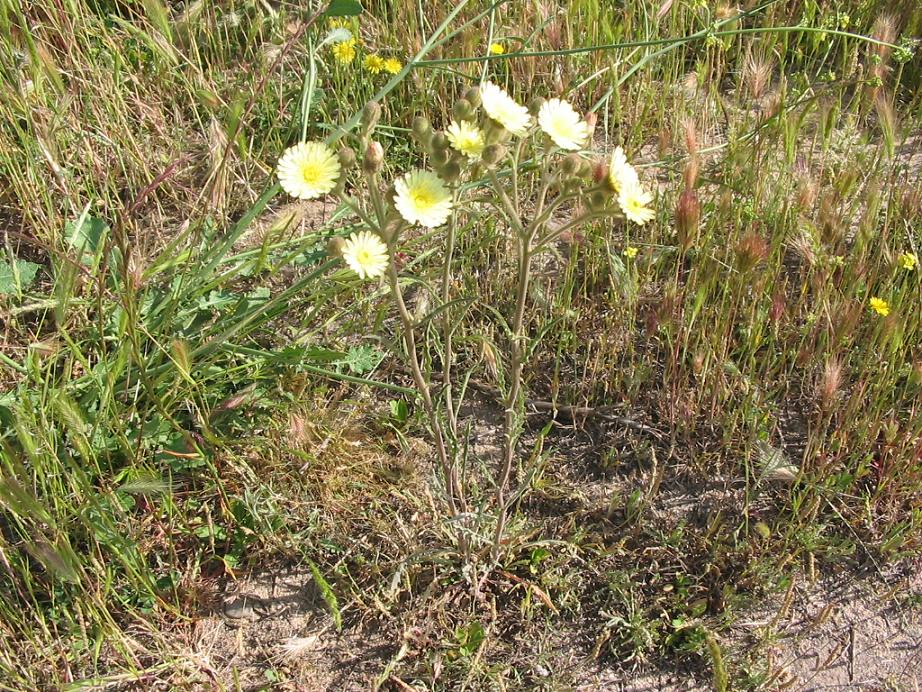
Subtribus Hieraciinae: Andryala integrifolia

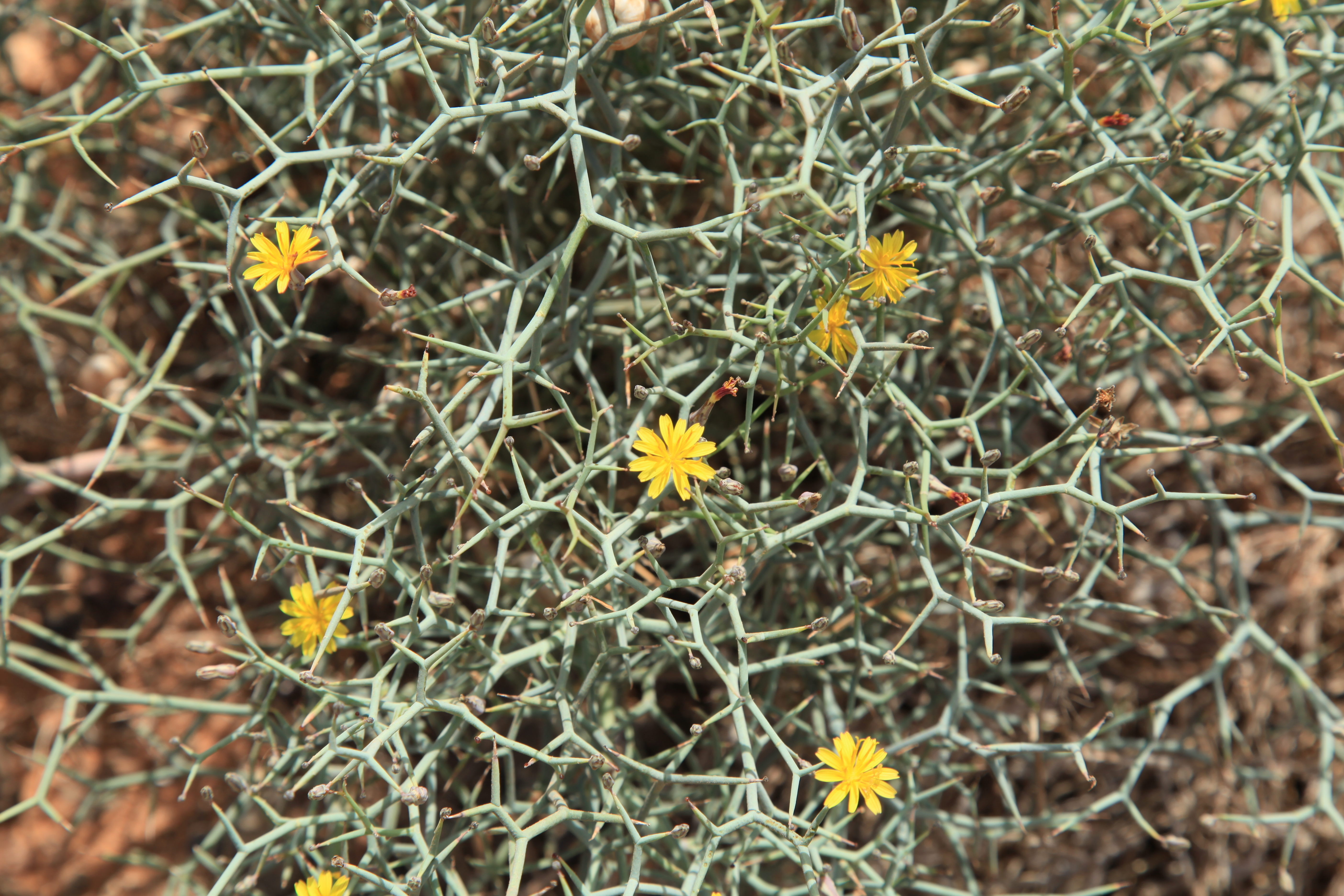
Subtribus Hyoseridinae: Launaea arborescens

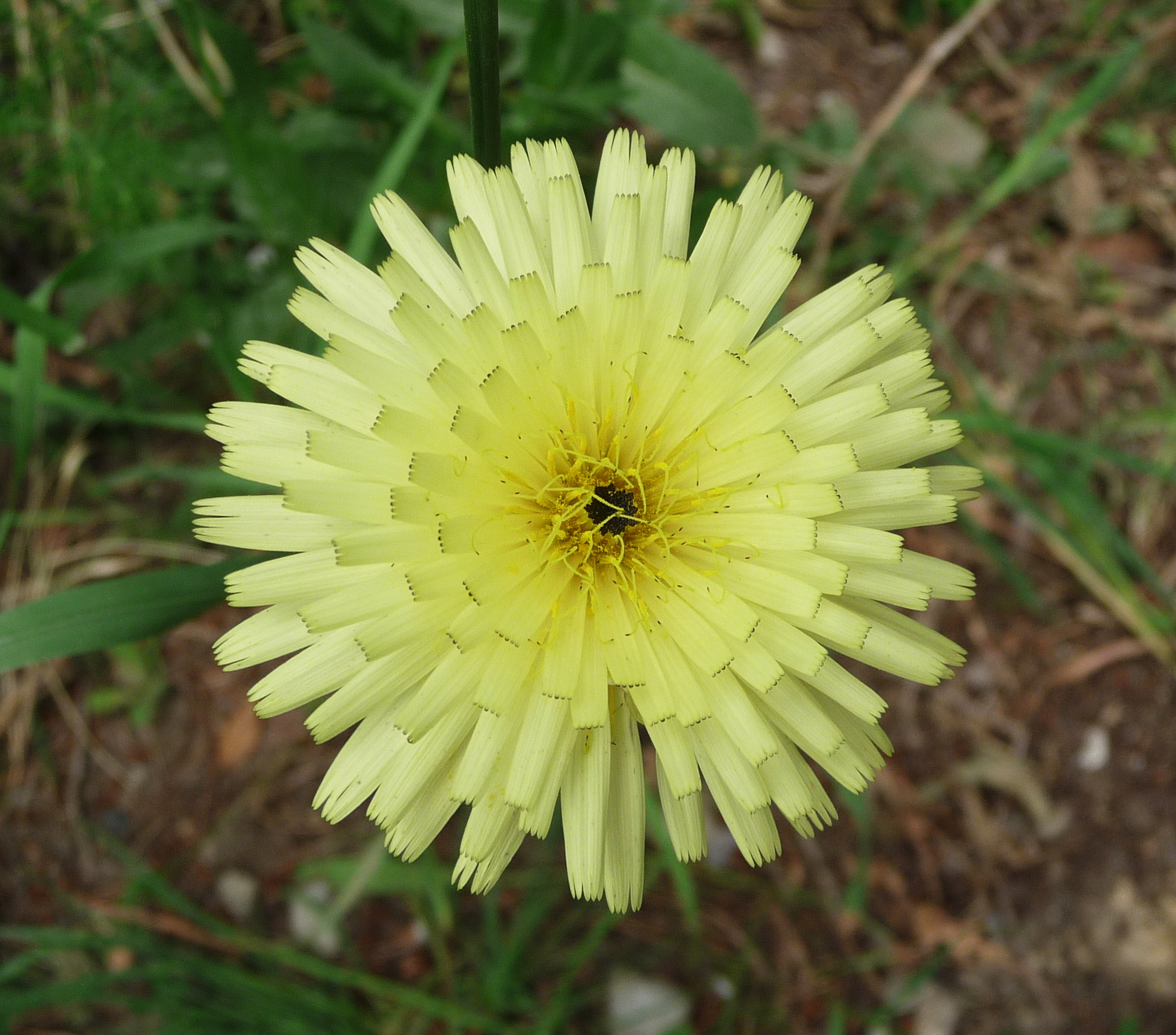
Subtribus Hypochaeridinae: Blütenkörbchen von Urospermum dalechampii

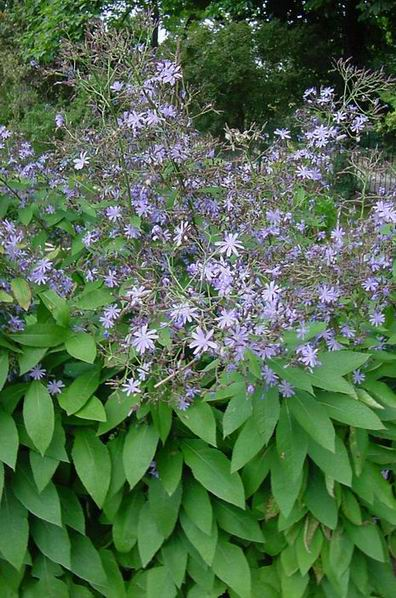
Subtribus Lactucinae: Habitus, Laubblätter und Blütenstand von Cicerbita bourgaei

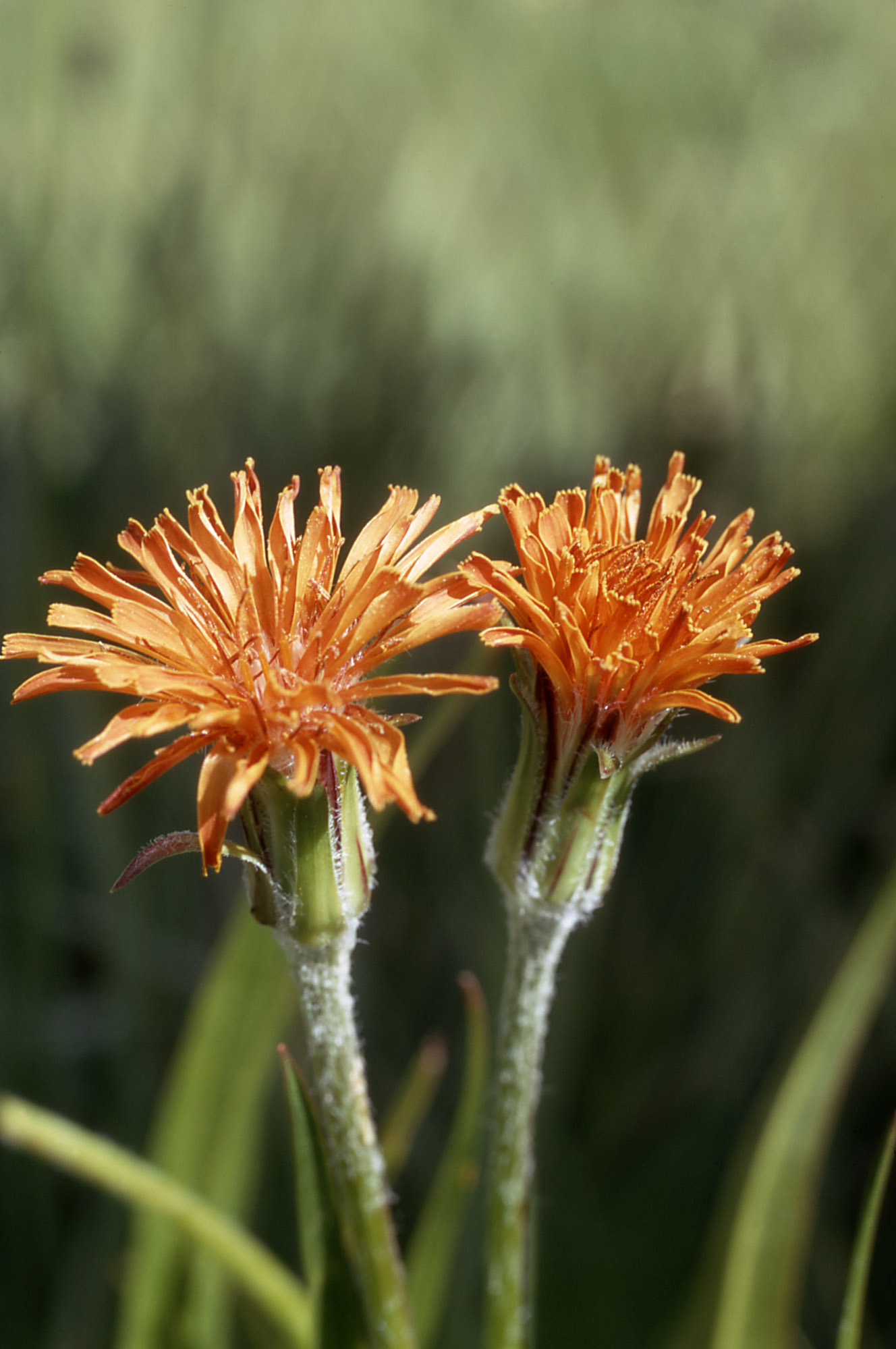
Subtribus Microseridinae: Blütenkörbchen von Agoseris aurantiaca

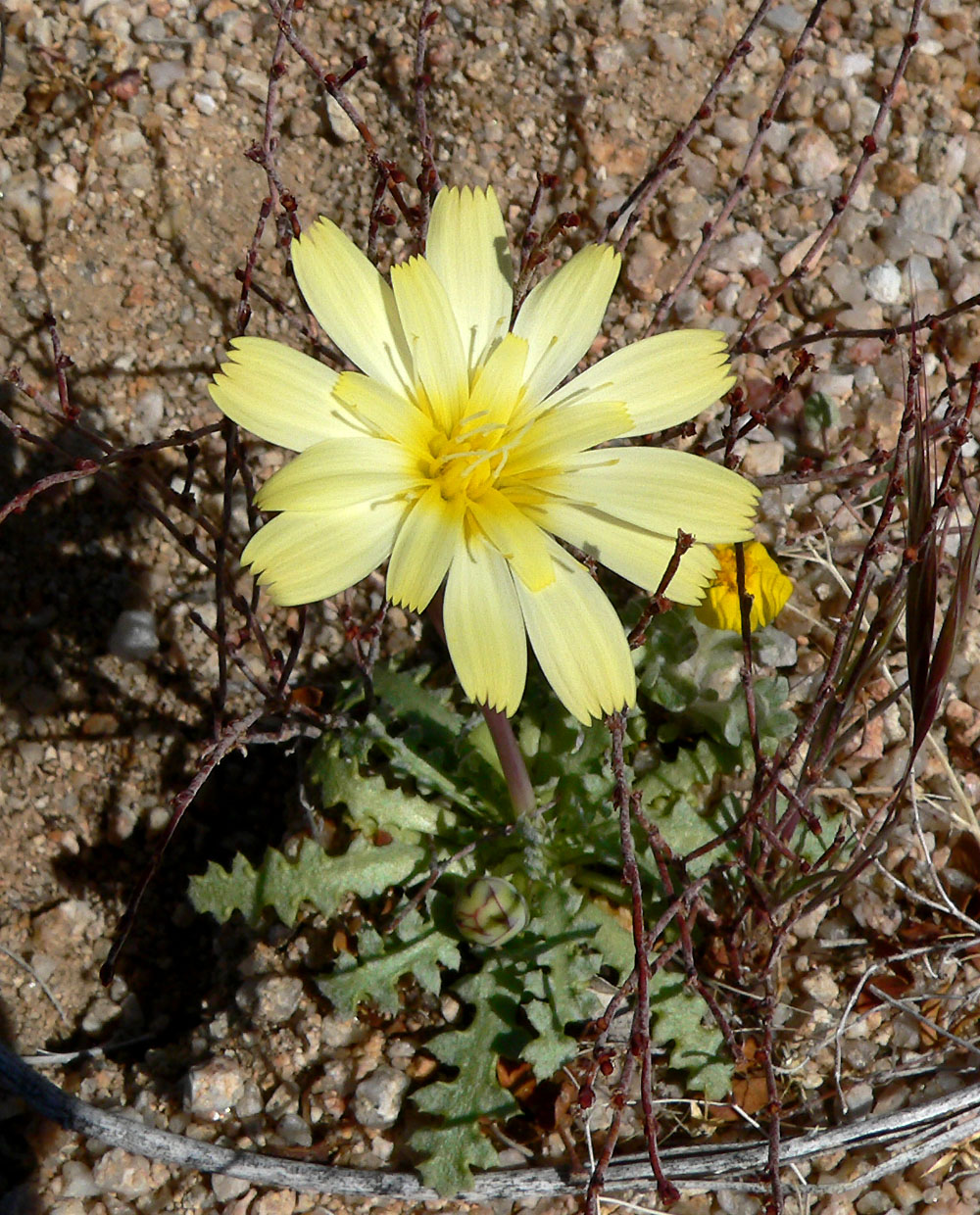
Subtribus Microseridinae: Anisocoma acaulis

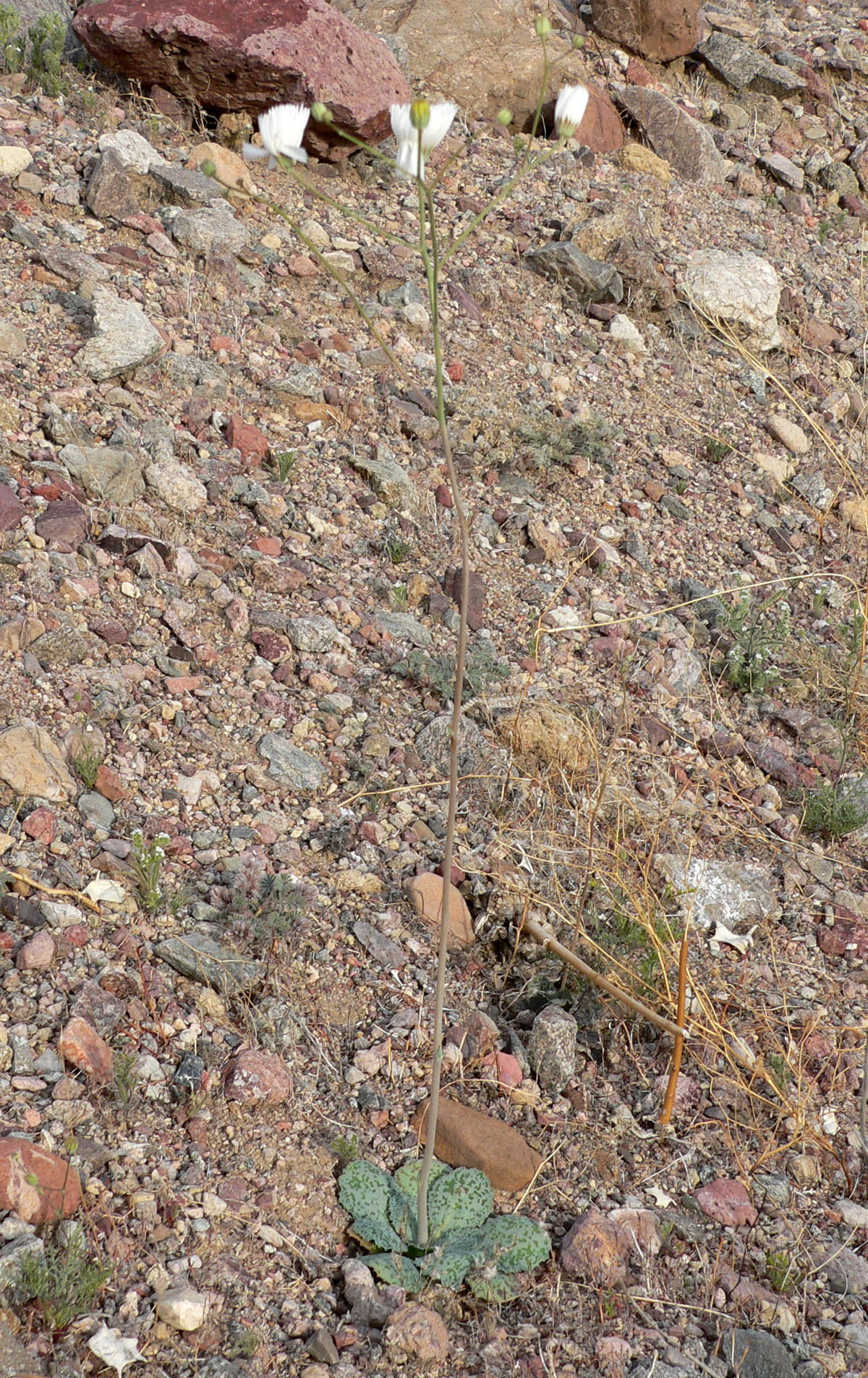
Subtribus Microseridinae: Atrichoseris platyphylla

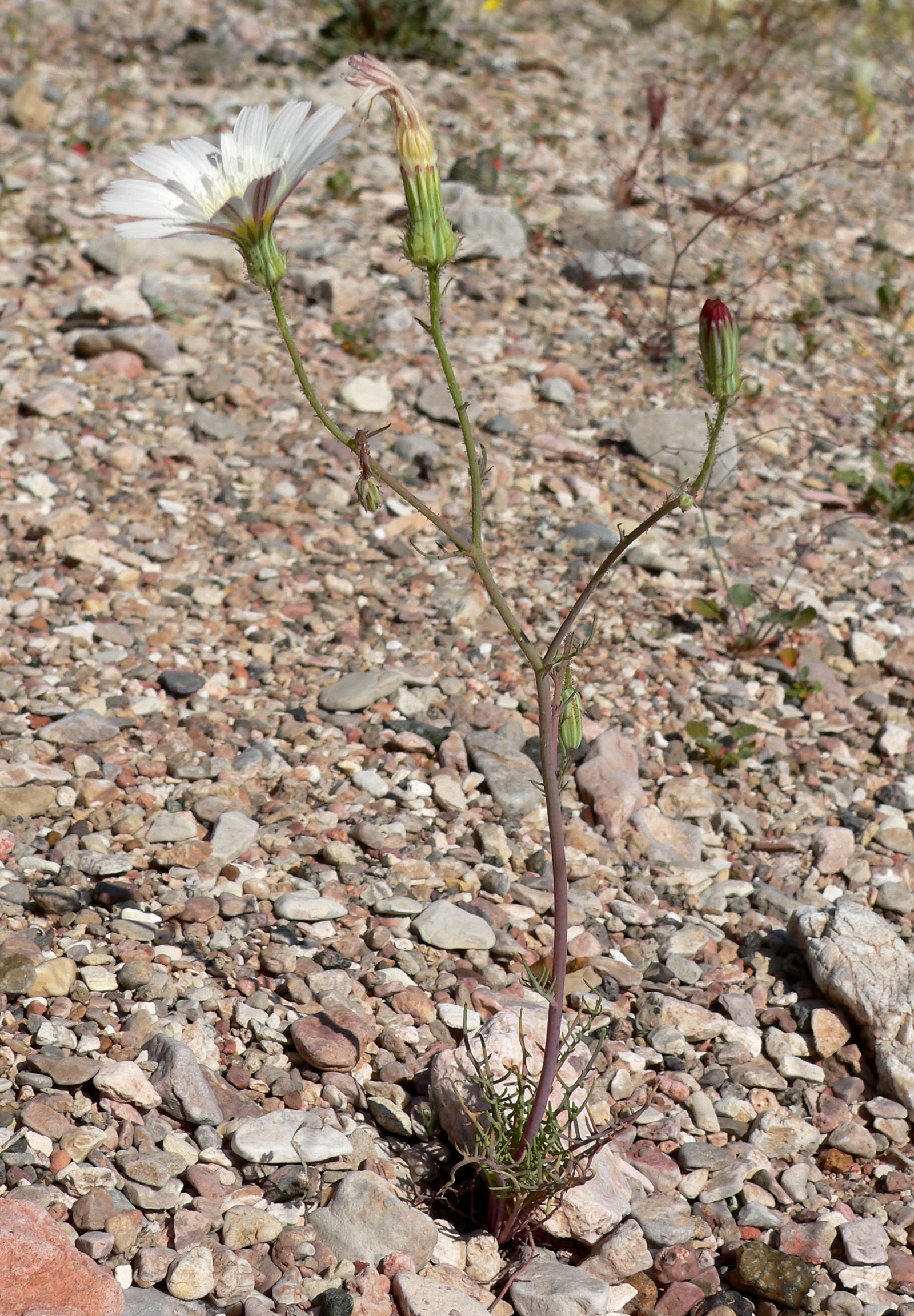
Subtribus Microseridinae: Calycoseris wrightii

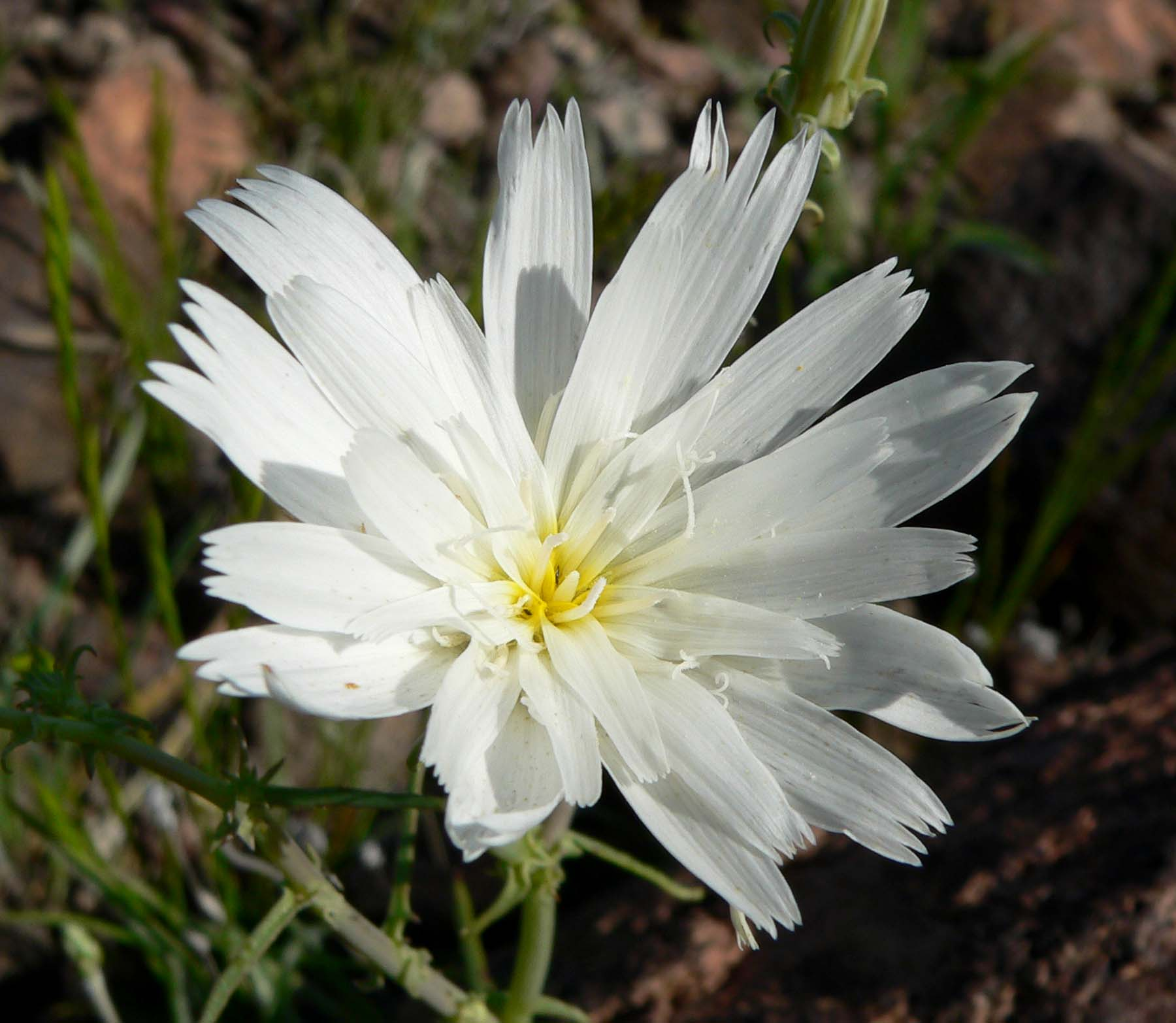
Subtribus Microseridinae: Blütenkörbchen von Rafinesquia neomexicana

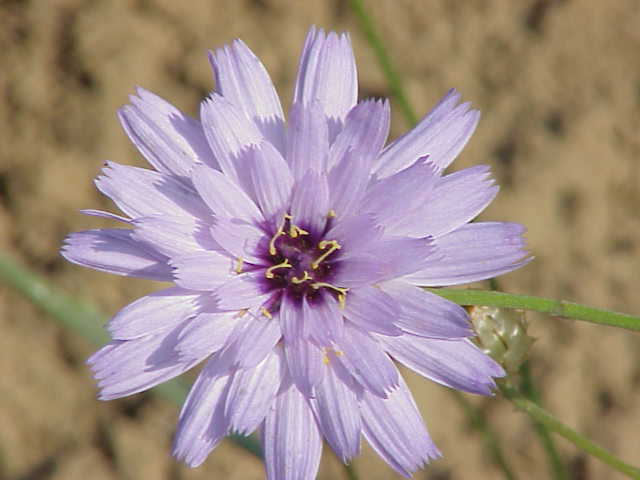
Subtribus Scolyminae: Blütenkörbchen der Blauen Rasselblume (Catananche caerulea)

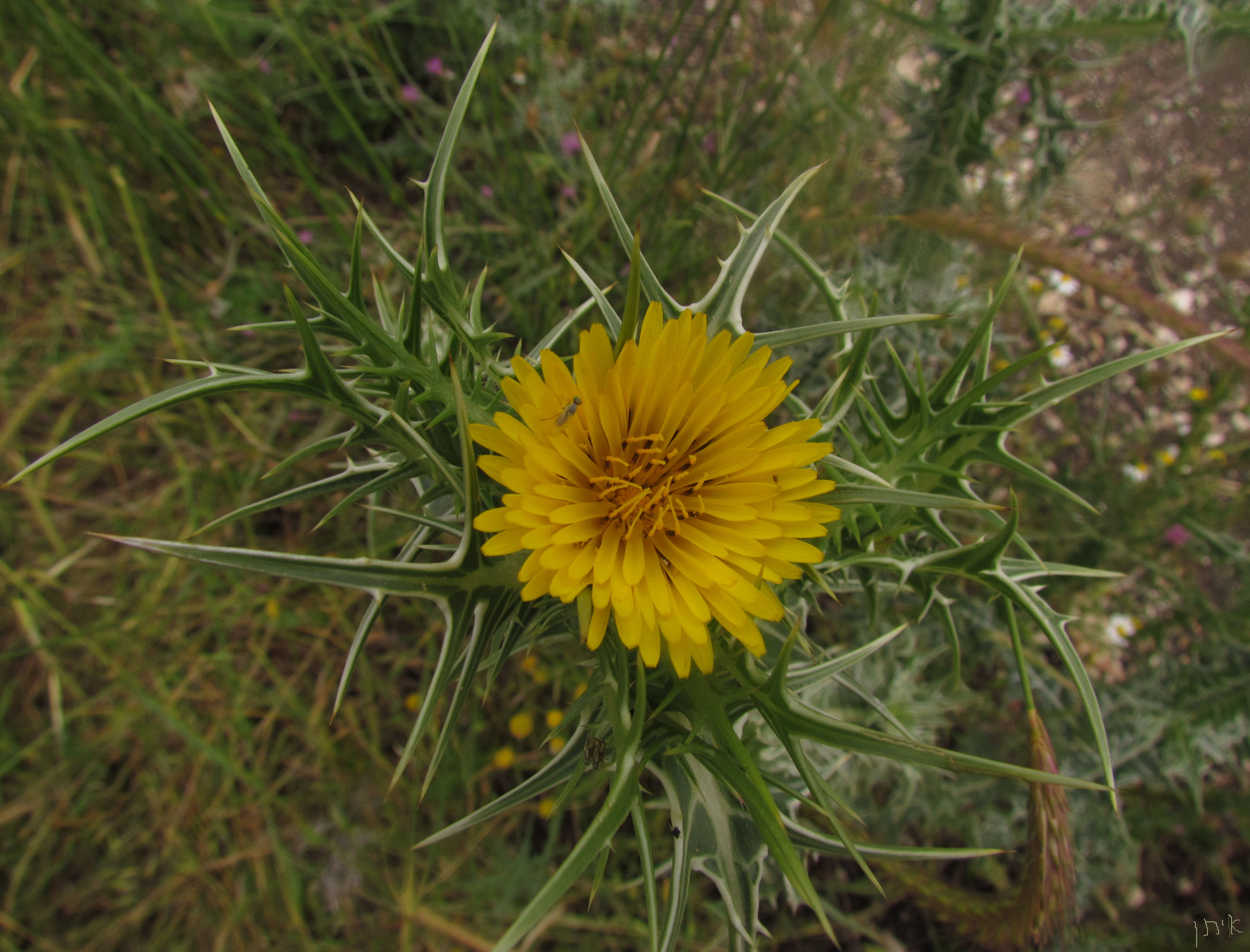
Subtribus Scolyminae: Scolymus maculatus

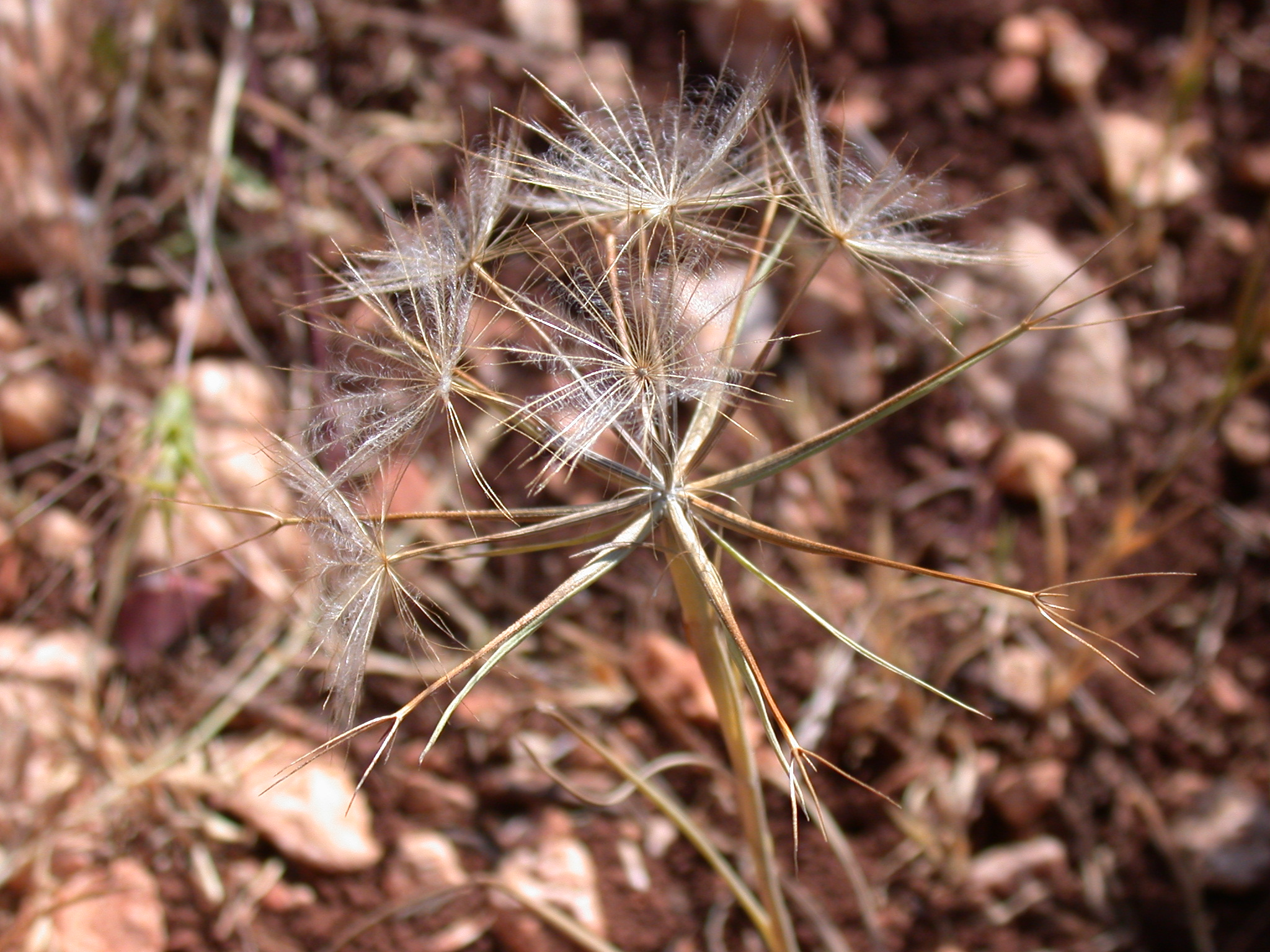
Subtribus Scorzonerinae: Fruchtstand von Geropogon hybridus

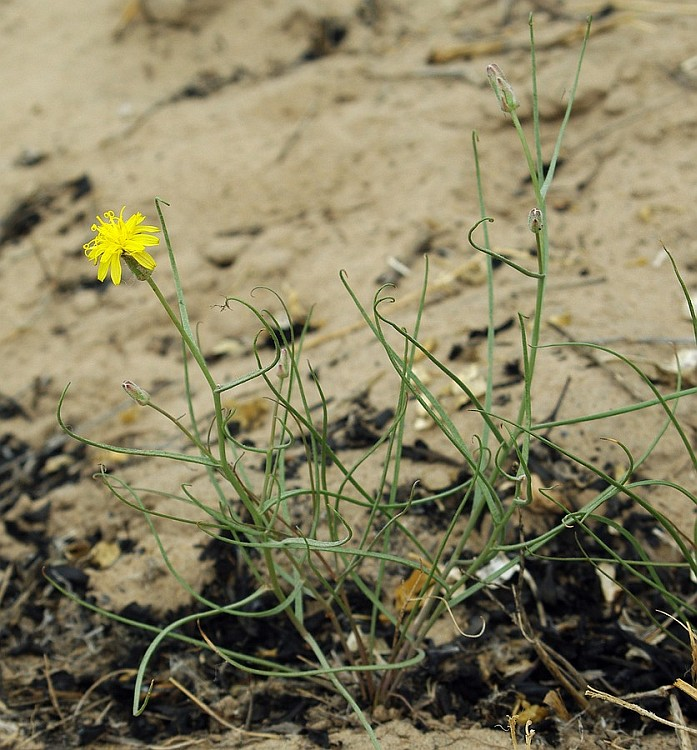
Subtribus Scorzonerinae: Takhtajaniantha pusilla

Die Tribus Cichorieae wurde 1806 durch Jean-Baptiste de Lamarck und Augustin-Pyrame de Candolle in Syn. Pl. Fl. Gall., Seite 255 aufgestellt. Typusgattung ist Cichorium L. Synonyme für Cichorieae Lam. & DC. sind: Catanancheae  D.Don, Chondrilleae  W.D.J.Koch, Crepideae  Lindl., Gundelieae Lecoq & Juillet, Hieracieae D.Don, Hypochaerideae  D.Don, Hyoserideae Kostel., Lactuceae  Cass., Leontodonteae  (Sch.Bip.) W.D.J. Koch, Picrideae  Sch.Bip., Scolymeae  Kostel., Scorzonereae D.Don, Taraxaceae  D.Don, Tragopogoneae  Sch.Bip., Urospermeae  Sch.Bip.
Cichorieae ist die einzige Tribus der Unterfamilie Cichorioideae (Juss.) Chevall. innerhalb der Familie der Asteraceae. Die Unterfamilie Cichorioideae (Juss.) Chevall. wurde 1828 durch François Fulgis Chevallier in Fl. Gen. Env. Paris, 2, S. 531 aufgestellt.
Die Tribus Cichorieae wird in elf Subtribus mit etwa 90 bis 100 Gattungen gegliedert mit etwa 1600 bis 2300 Arten:
- Subtribus Chondrillinae (W.D.J.Koch) Lamotte: Sie enthält nur drei Gattungen:
  - Knorpellattiche (Chondrilla L.): Die etwa 30 Arten sind hauptsächlich in Zentralasien, Vorderasien und im Mittelmeerraum verbreitet.
  - Phitosia Kamari & Greuter: Sie enthält nur eine Art:
    - Phitosia crocifolia (Boiss. & Heldr.) Kamari & Greuter: Sie kommt in Griechenland vor.[5]

  - Willemetia Neck.: Sie enthält nur zwei Arten:
    - Kronenlattich (Willemetia stipitata (Jacq.) Dalla Torre): Er ist in Europa verbreitet.[5]
    - Willemetia tuberosa Fisch. & C.A.Mey. ex DC.: Sie kommt im Kaukasusraum, in Aserbaidschan und im Iran vor.

- Subtribus Cichoriinae Dumort.: Sie enthält sechs Gattungen:
  - Arnoseris Gaertn.: Sie enthält nur eine Art:
    - Lämmersalat (Arnoseris minima (L.) Schweigg. & Körte): Er ist in Marokko und Europa[5] weitverbreitet. In Nordamerika ist er ein Neophyt.[4]

  - Wegwarten (Cichorium L.): Die sechs bis sieben Arten sind in Südeuropa, Nordafrika und Vorderasien verbreitet.
  - Erythroseris N.Kilian & Gemeinholzer: Die nur zwei Arten kommen nur im nördlichen Somalia und auf Sokotra vor.[3]
  - Phalacroseris A.Gray: Sie enthält nur eine Art:
    - Phalacroseris bolanderi A.Gray: Sie gedeiht in Höhenlagen von 1800 bis 3000 Metern nur in Kalifornien.[2]

  - Rothmaleria Font Quer: Sie enthält nur eine Art:
    - Rothmaleria granatensis (DC.) Font Quer: Dieser Endemit kommt nur im südlichen Spanien vor.[5]

  - Bartpippau (Tolpis Adanson): Die etwa 20 Arten sind in Europa, Afrika, Vorderasien und auf atlantischen Inseln verbreitet, darunter beispielsweise:
    - Echter Bartpippau (Tolpis barbata (L.) Gaertner)
    - Dicklicher Bartpippau (Tolpis crassiuscula Svent.): Dieser Endemit gedeiht auf Felsen nur auf Teneriffa.[5]
    - Zerschlitzter Bartpippau (Tolpis laciniata (Sch.Bip. ex Webb & Berthel.) Webb): Er ist auf den Kanarischen Inseln beheimatet.[5]
    - Grasnelken-Habichtskraut (Tolpis staticifolia (All.) Sch.Bip.)
    - Doldiger Bartpippau (Tolpis umbellata Bertol.): Er kommt auf der Iberischen Halbinsel, in Frankreich, Italien, auf Sardinien, Sizilien, Korsika, in Marokko, Algerien, Tunesien, auf der Balkanhalbinsel, in Bulgarien, auf Hierro, auf den Balearen, auf Inseln in der Ägäis, auf Kreta, Zypern und in Vorderasien vor.[5]
    - Tolpis virgata Bertol.: Sie kommt in Algerien, Tunesien, Libyen, Frankreich, Italien, auf Korsika, Sardinien, Sizilien, in Albanien, Nordmazedonien, Griechenland, auf Kreta, auf Inseln in der Ägäis, auf Zypern, in der europäischen und asiatischen Türkei, in Syrien, im Libanon, Jordanien und in Israel vor.[5]

- Subtribus Crepidinae Dumort.: Sie enthält 22 Gattungen:
  - Acanthocephalus Kar. & Kir.: Die nur zwei zentralasiatischen Arten sind in Afghanistan, Iran, Kasachstan, Kirgisistan, Tadschikistan, Turkmenistan sowie Pakistan verbreitet.[3]
  - Askellia W.A.Weber: Die 11 bis 13 Arten sind in Zentral-, Vorderasien, nordöstlichen Asien und Nordamerika verbreitet.
  - Crepidiastrum Nakai: Die 14 bis 20 Arten sind in Zentral-, Ostasien und auf den Inseln Ogasawara-guntō verbreitet.
  - Pippau (Crepis L.): Die etwa 200 Arten sind in Eurasien, Afrika und Nordamerika verbreitet.
  - Dubyaea DC.: Die etwa 15 Arten sind im nördlichen Indien, Bhutan, Nepal, nördlichen Myanmar und südwestlichen China (etwa 12 Arten) verbreitet.[6]
  - Faberia Hemsl.: Die etwa sieben Arten sind in China verbreitet.[6]
  - Garhadiolus Jaub. & Spach: Die etwa vier Arten sind in Zentral- und Vorderasien verbreitet.
  - Heteracia Fisch. & C.A.Mey.: Sie enthält nur eine Art:
    - Heteracia szovitsii Fisch. & C.A.Mey.: Sie ist in Südosteuropa, Zentral- und Vorderasien verbreitet.

  - Heteroderis (Bunge) Boiss.: Sie enthält nur eine Art:
    - Heteroderis pusilla (Boiss.) Boiss.: Sie ist von Ägypten über Saudi-Arabien, Afghanistan, Iran, Irak, Kasachstan, Kirgisistan, Tadschikistan, Turkmenistan bis Pakistan verbreitet.[3]

  - Hololeion Kitam.: Die etwa drei Arten sind in Ostasien verbreitet.
  - Ixeridium (A.Gray) Tzvelev: Die etwa 15 Arten sind in Ostasien und in Vorderasien verbreitet.
  - Ixeris (Cass.) Cass.: Die 8 bis 22 Arten (je nach Autor) sind im östlichen und südlichen Asien verbreitet.
  - Lagoseriopsis Kirp.: Sie enthält nur eine Art:
    - Lagoseriopsis popovii (Krasch.) Kirp.: Sie ist in Zentralasien in Kasachstan, Tadschikistan, Turkmenistan sowie Usbekistan verbreitet.[3]

  - Lapsana L.: Sie enthält nur eine Art:
    - Gemeiner Rainkohl (Lapsana communis L.): Die etwa acht Unterarten sind in Eurasien, westlichen Nordafrika und Makaronesien weitverbreitet.[5]

  - Lapsanastrum Pak & K.Bremer: Die etwa vier Arten sind in China (alle vier Arten), Korea und Japan verbreitet.[6]
  - Nabalus Cass.: Die 15 bis 20 Arten sind in Ostasien und in Nordamerika verbreitet.
  - Rhagadiolus Vaill.: Die nur zwei Arten sind in Europa und Afrika verbreitet:
    - Sternlattich (Rhagadiolus stellatus (L.) Gaertner)
    - Rhagadiolus edulis Gaertner

  - Sonchella Sennikov: Sie wurde 2007 aufgestellt. Die nur zwei Arten sind im östlichen Russland, nördlichen China und in der Mongolei verbreitet.
  - Soroseris Stebbins: Die etwa sieben Arten sind im nördlichen Indien, Kaschmir, Pakistan, Bhutan, Nepal und westlichen China (alle sieben Arten) verbreitet.[6]
  - Spiroseris Rech. f.: Sie enthält nur eine Art:
    - Spiroseris phyllocephala Rech. f.: Sie kommt in Pakistan vor.[3]

  - Syncalathium Lipsch.: Die etwa fünf Arten sind in China verbreitet.[6]
  - Löwenzahn (Taraxacum F.H.Wigg.): Sie wird in etwa 34 Sektionen gegliedert und enthält 60 bis über 2500 Arten. Sie kommen hauptsächlich in der arktischen bis gemäßigten Zone der Nordhalbkugel vor, mit dem Diversitätszentrum in den Gebirgen Eurasiens, dagegen nur wenigen Arten in gemäßigten Gebieten der Südhalbkugel.
  - Youngia Cass.: Die etwa 30 Arten sind im östlichen Asien verbreitet, davon kommen 28 in China vor.[6]

- Subtribus Hieraciinae Dumort.: Sie enthält fünf Gattungen:[3]
  - Andryala L.: Die etwa 22 Arten sind im Mittelmeerraum und Makaronesien verbreitet.[3]
  - Habichtskräuter (Hieracium L.): Je nach Autor enthält sie 250 bis 1000 Arten, mit über 5000 apomiktischen Taxa, die als Kleinarten oder Unterarten beschrieben wurden. Sie sind in Eurasien, Nordafrika und in der Neuen Welt weitverbreitet.
  - Hispidella Lam.: Sie enthält nur eine Art:
    - Hispidella hispanica Lam.: Sie kommt auf der Iberischen Halbinsel vor.[5]

  - Pilosella Hill: Bei manchen Autoren aus Hieracium L. ausgegliedert. Die etwa 110 Arten sind in Eurasien und Nordafrika verbreitet; mit etwa 700 apomiktischen Taxa oder Hybriden.
  - Schlagintweitia Griseb.: Mit etwa drei Arten sind in Süd- und Mitteleuropa verbreitet[5][3], darunter:
    - Endivienhabichtskraut (Schlagintweitia intybacea (All.) Gris.; Syn.: Hieracium intybaceum All.)

- Subtribus Hyoseridinae Less.: Sie enthält fünf Gattungen:
  - Aposeris Cass.: Sie enthält nur eine Art:
    - Hainsalat (Aposeris foetida (L.) Less.): Er ist in den Alpen verbreitet.

  - Hyoseris L.: Die etwa fünf Arten sind in Eurasien und Nordafrika verbreitet[3]:
    - Hyoseris frutescens Brullo & Pavone
    - Hyoseris lucida L.
    - Strahliger Schweinssalat (Hyoseris radiata L.): Sie kommt im Mittelmeerraum von Marokko bis zur Türkei verbreitet und kommt auf Inseln in der Ägäis vor.[5]
    - Hyoseris scabra L.
    - Hyoseris taurina (Pamp.) Martinoli: Sie kommt in Italien, auf Sardinien, Sizilien und in Tunesien vor.[5]

  - Launaea Cass.: Die etwa 54 Arten sind in Südeuropa, Afrika, Zentral-, Vorderasien und im südlichen Asien verbreitet. Darunter:
    - Strauch-Dornlattich (Launaea arborescens (Batt.) Murb.)

  - Reichardia Roth: Die acht bis elf Arten sind in Eurasien und Nordafrika verbreitet[3], beispielsweise:
    - Reichardia picroides (L.) Roth
    - Reichardia intermedia (Sch. Bip.) Samp.
    - Tanger-Reichardie (Reichardia tingitana (L.) Roth)

  - Gänsedisteln (Sonchus L.): Die 50 bis über 60 bis zu 90 Arten sind in Eurasien, Afrika, Australien und Neuseeland verbreitet.

- Subtribus Hypochaeridinae Less.: Sie enthält etwa acht Gattungen:[7]
  - Helminthotheca Vaill.: Die etwa fünf Arten sind im Mittelmeerraum verbreitet,[3][5] darunter:
    - Natternkopf-Bitterkraut (Helminthotheca echioides (L.) Holub): Es kommt im Mittelmeerraum vor.
    - Helminthotheca aculeata (Vahl) Lack: Sie kommt in Italien, auf Sizilien, in Marokko, Algerien und Tunesien vor.[5]
    - Helminthotheca balansae (Coss. & Durieu) Lack: Sie kommt in Algerien vor.[5]
    - Helminthotheca comosa (Boiss.) Holub (Syn.: Helminthia comosa Boiss., Picris comosa (Boiss.) B.D.Jacks.): Sie kommt in Portugal, Spanien, Marokko und Algerien vor.[5]

  - Ferkelkräuter (Hypochaeris L.): Die über 60 Arten sind im Mittelmeerraum, Asien und in Südamerika verbreitet.
  - Löwenzahn (Leontodon L., Syn.: Apargia Scop., Asterothrix Cass., Bohadschia F.W.Schmidt nom. illeg., Colobium Roth nom. superfl., Hedypnois Mill., Microderis DC., Streckera Sch.Bip., Thrincia Roth, Thrixa Dulac nom. superfl., Virea Adans.): Es sind seit 2012  etwa 40 Arten enthalten; beispielsweise Leontodon rhagadioloides (L.) Enke & Zidorn (Syn.: Hedypnois rhagadioloides (L.) F.W.Schmidt).[7]
  - Bitterkräuter (Picris L.): Die 44 bis 50 Arten sind in Eurasien, Afrika und Australien verbreitet.
  - Prenanthes L.: Die 26 bis 30 Arten sind in Nordamerika (etwa 14 Arten), im nördlichen Asien und eine Art im südlich-zentralen Afrika verbreitet.[2] Darunter:
    - Hasenlattich (Prenanthes purpurea L.)

  - Scorzoneroides Vaill.: Die etwa 26 Arten sind in Eurasien und Afrika verbreitet; das Zentrum der Artenvielfalt ist der Mittelmeerraum.[3] Hierher gehört auch:
    - Herbst-Löwenzahn (Scorzoneroides autumnalis (L.) Moench; Syn.: Leontodon autumnalis L.)
    - Berg-Löwenzahn (Scorzoneroides montana (Lam.) Holub, Syn.: Leontodon montanus Lam.)

  - Schwefelkörbchen (Urospermum Scop.): Die nur zwei Arten in Europa und angrenzenden Gebieten in Afrika sowie Asien verbreitet:
    - Weichhaariges Schwefelkörbchen (Urospermum dalechampii (L.) Scop. ex F.W.Schmidt)
    - Bitterkraut-Schwefelkörbchen (Urospermum picroides (L.) Scop. ex F.W.Schmidt)

- Subtribus Lactucinae Dumort.: Sie enthält fünf Gattungen:
  - Milchlattiche (Cicerbita Wallr.): Welche Arten in diese Gattung gehören, oder ob alle diese Arten Teil der Gattung Lactuca L. sind, wird kontrovers diskutiert. Die 20 bis 30 Arten sind in Zentral-, Vorderasien und Europa verbreitet.
  - Lattiche (Lactuca L.): Die 50 bis 75 Arten hauptsächlich in Europa, Zentral-, Vorderasien und Nordamerika.
  - Melanoseris Decne. (Syn.: Chaetoseris C.Shih, Kovalevskiella Kamelin, Stenoseris C.Shih): Die (früher etwa 50) 60 bis 80 Arten in Afrika, Asien, Himalaya-Region. In China gibt es etwa 25 Arten, 16 davon nur dort.[6][3]
  - Notoseris C.Shih: Die etwa elf Arten sind in der Himalaya-Region verbreitet, in China kommen zehn davon vor.[6]
  - Paraprenanthes C.Shih: Die 12 bis 16 Arten sind in Ost- und Südostasien verbreitet.

- Subtribus Microseridinae Stebbins: Sie enthält 22 Gattungen. Die meisten Gattungen und Arten kommen in den USA und in Mexiko vor:
  - Agoseris Raf.: Die etwa elf Arten sind in Nord- (zehn Arten) und Südamerika weitverbreitet.[2]
  - Anisocoma Torr. & A.Gray: Sie enthält nur eine Art:
    - Anisocoma acaulis Torr. & A.Gray: Sie ist von den südwestlichen USA bis ins nordwestliche Mexiko verbreitet.[2]

  - Atrichoseris A.Gray: Sie enthält nur eine Art:
    - Atrichoseris platyphylla (A.Gray) A.Gray: Sie ist von den südwestlichen USA bis ins nordwestliche Mexiko verbreitet.[2]

  - Calycoseris A.Gray: Die nur zwei Arten sind von den südwestlichen USA bis ins nordwestliche Mexiko verbreitet.[2]
  - Chaetadelpha S.Watson: Sie enthält nur eine Art:
    - Chaetadelpha wheeleri A.Gray ex S.Watson: Sie gedeiht in Höhenlagen von 800 bis 1800 Metern in den südwestlichen US-Bundesstaaten Kalifornien, Nevada sowie Oregon.[2]

  - Glyptopleura D.C.Eaton: Die nur zwei Arten sind in den westlichen USA verbreitet.[2]
  - Krigia Schreb. (Syn.: Apogon Elliott, Cymbia (Torr. & A.Gray) Standley, Cynthia D.Don, Serinia Raf., Troximon Gaertn.): Die etwa sieben Arten sind von Nordamerika (alle sieben Arten) bis ins nordöstliche Mexiko verbreitet.[2]
  - Lygodesmia D.Don: Die etwa fünf Arten sind von Nordamerika bis ins nördliche Mexiko verbreitet.[2]
  - Malacothrix DC.: Die etwa 20 Arten sind von den westlichen USA (18 Arten) bis ins nordwestliche Mexiko verbreitet.[2]
  - Marshalljohnstonia Henr.: Sie enthält nur eine Art:
    - Marshalljohnstonia gypsophila Henr.: Dieser Endemit gedeiht nur in mexikanischen Chihuahua-Wüste.

  - Microseris D.Don (Syn.: Apargidium Torr. & A.Gray, Calais DC., Ptilocalais Torr. ex Greene, Scorzonella Nutt.): Die etwa 14 Arten sind im westlichen Nordamerika (11 Arten), in Südamerika, Neuseeland und in Australien verbreitet.[2]
  - Munzothamnus P.H.Raven: Sie enthält nur eine Art:
    - Munzothamnus blairii (Munz & I.M.Johnst.) P.H.Raven: Sie gedeiht in Höhenlagen von 60 bis 300 Metern nur in Kalifornien.[2]

  - Nothocalais (A.Gray) Greene: Die etwa vier Arten sind im zentralen und westlichen Nordamerika verbreitet.[2]
  - Picrosia D.Don: Die nur zwei Arten sind vom südlichen Brasilien, Paraguay, Uruguay bis Argentinien verbreitet und kommt in nordchilenischen Tarapaca vor.[3]
  - Pinaropappus Less.: Die sieben bis zehn Arten sind von Nordamerika (zwei Arten) über Mexiko bis Zentralamerika verbreitet.[2]
  - Pleiacanthus (Nutt.) Rydb.: Sie enthält nur eine Art:
    - Pleiacanthus spinosus (Nutt.) Rydb.: Sie gedeiht in Höhenlagen von 1500 bis 2900 Metern in den westlichen USA.[2]

  - Prenanthella Rydb.: Sie enthält nur eine Art:
    - Prenanthella exigua (A.Gray) Rydb.: Sie ist von den südwestlichen USA bis ins nordwestliche Mexiko verbreitet.[2]

  - Pyrrhopappus DC.: Die ein, vier oder fünf Arten sind von Nordamerika bis Mexiko verbreitet.[2]
  - Rafinesquia Nutt.: Die nur zwei Arten sind von den südwestlichen USA (beide Arten) bis ins nordwestliche Mexiko verbreitet.[2]
  - Shinnersoseris Tomb: Sie enthält nur eine Art:
    - Shinnersoseris rostrata (A.Gray) Tomb (Sie wurde früher zu Lygodesmia gestellt): Sie gedeiht in Höhenlagen von 300 bis 1500 Metern im zentralen Nordamerika.[2]

  - Stephanomeria Nutt.: Die etwa 16 Arten vom westlichen Nordamerika (14 Arten) bis ins westliche Mexiko verbreitet.[2]
  - Uropappus Nutt.: Sie enthält nur eine Art:
    - Uropappus lindleyi (DC.) Nutt.: Sie ist vom westlichen Nordamerika bis ins nordwestliche Mexiko verbreitet.[2]

- Subtribus Scolyminae Less.: Sie enthält vier Gattungen. Das Zentrum der Artenvielfalt ist der Mittelmeerraum:[8]
  - Catananche L.: Die etwa fünf Arten sind im Mittelmeerraum verbreitet,[8] das Zentrum der Verbreitung liegt im nordwestlichen Afrika,[5][3] beispielsweise:
    - Blaue Rasselblume (Catananche caerulea L.): Sie ist im Mittelmeerraum verbreitet.[5]
    - Gelbe Rasselblume (Catananche lutea L.): Sie ist im Mittelmeerraum verbreitet.[5]

  - Gundelia L.: Sie enthält mehrere Arten: Sie sind vom Nahen Osten über die Türkei bis zum Kaukasusraum, Turkmenistan und nach Afghanistan verbreitet.[8]
    - Gundelia tournefortii L.: Sie ist vom Nahen Osten über die Türkei bis nach Ägypten verbreitet.[5][3]

  - Hymenonema Cass.: Die nur zwei Arten kommen beide nur in Griechenland vor:[5][3][8]
    - Hymenonema graecum (L.) DC.
    - Hymenonema laconicum Boiss. & Heldr.

  - Scolymus L.: Die etwa drei Arten sind im Mittelmeerraum und in Makaronesien verbreitet:[5][8]
    - Scolymus grandiflorus Desf.
    - Spanische Golddistel (Scolymus hispanicus L.): Sie ist im Mittelmeerraum verbreitet.[5]
    - Gefleckte Golddistel (Scolymus maculatus L.): Sie ist im Mittelmeerraum verbreitet.[5]

- Subtribus Scorzonerinae Dumort.: Sie hat bis 2020 etwa zehn Gattungen enthalten und durch Zaika et al. kamen einige Gattungen hinzu:[9]
  - Avellara Blanca & C.Díaz (manchmal in Scorzonera): Sie enthält nur eine Art:
    - Avellara fistulosa (Brot.) Blanca & C.Díaz: Sie ist auf der Iberischen Halbinsel verbreitet.[5]

  - Epilasia (Bunge) Benth.: Die etwa drei Arten sind in Zentral- und Vorderasien verbreitet, davon zwei Arten in China.
  - Geropogon L.: Sie enthält nur eine Art:
    - Geropogon hybridus (L.) Sch.Bip.: Sie ist im Mittelmeerraum verbreitet.[5]

  - Koelpinia Pall.: Die etwa fünf Arten sind in Südeuropa, Nordafrika, Zentral-, Vorder- und Südasien verbreitet.
  - Lipschitzia Zaika, Sukhor. & N.Kilian: Sie wurde 2020 aufgestellt und enthält nur eine Art:[9]
    - Lipschitzia divaricata (Turcz.) Zaika, Sukhor. & N.Kilian: Sie wurde 2020 aus der Gattung Scorzonera ausgegliedert und kommt im westlichen Himalaya, in der Mongolei, in der Inneren Mongolei und in chinesischen Provinzen vor.[9]

  - Podospermum DC.: Die etwa 17 Arten sind in Europa, Nordafrika, Zentral- und Vorderasien verbreitet. Darunter:
    - Schlitzblättrige Schwarzwurzel (Podospermum laciniatum (L.) DC., Syn.: Scorzonera laciniata L.)
    - Rote Schwarzwurzel (Podospermum purpureum (L.) W.D.J.Koch & Ziz; Syn.: Scorzonera purpurea L.)

  - Pseudopodospermum (Lipsch. & Krasch.) Kuth.: Sie wurde 1978 aufgestellt und enthält seit 2020 etwa 36 Arten, die von Europa bis zum südwestlichen Sibirien, Pakistan, und von Nordafrika bis zur Arabischen Halbinsel verbreitet sind.[9]
  - Pterachaenia (Benth.) Lipsch.: Sie war monotypisch und durch Zaika et al. wurde 2020 eine weitere Art aus der Gattung Scorzonera hier eingegliedert.[9]
  - Ramaliella Zaika, Sukhor. & N.Kilian: Sie wurde 2020 aufgestellt und enthält etwa sechs Arten, die vom Nahen Osten bis Pakistan verbreitet sind.[9]
  - Schwarzwurzeln (Scorzonera L., Syn.: Lasiospora Cass.): Die 175 bis 180 Arten sind in Eurasien und Nordafrika verbreitet.[3] In China gibt es 24 Arten, vier davon nur dort.[6] Durch Zaika et al. 2020 wurde einige Arten in andere oder neu aufgestellte Gattungen gestellt.[9]
  - Takhtajaniantha Nazarova: Sie wurde 1990 aufgestellt war monotypisch. Durch Zaika et al. wurden 2020 einige Arten aus Scorzonera in diese Gattung gestellt.[9] Sie enthält seit 2020 etwa zehn Arten, die in Eurasien von Südeuropa über Pakistan bis Korea weitverbreitet.
  - Tourneuxia Coss.: Sie enthält nur eine Art:
    - Tourneuxia variifolia Coss.: Sie ist in Nordafrika verbreitet.[5]

  - Bocksbärte (Tragopogon L.): Die 100 bis 150 Arten sind hauptsächlich in Südeuropa, Zentral- und Vorderasien verbreitet.

- Subtribus Warioniinae Gemeinholzer & N.Kilian: Sie enthält nur eine Gattung:
  - Warionia Benth. & Coss.[10] Sie enthält nur eine Art:
    - Warionia saharae Benth. & Coss.: Sie kommt nur an der nordwestlichen Grenze der Sahara in Marokko und Algerien vor.[5]

## Weiterführende Literatur
- J. Lee, B. G. Baldwin, L. D. Gottlieb: Phylogenetic relationships among the primarily North American genera of Cichorieae (Compositae) based on analysis of 18S-26S nuclear rDNA ITS and ETS sequences. In: Systematic Botany, Volume 28, Issue 3, 2003, S. 616–626. JSTOR:25063901

- Karte mit allen verlinkten Seiten:
- OSM |
- WikiMap